# Satori in Paris
Satori in Paris er en roman fra 1966 af den amerikanske beatforfatter Jack Kerouac.
Bogen er en kort, halvbiografisk fortælling om en mand, der rejser til Paris og derefter til Bretagne for at forske i sin slægt. Kerouac fortæller om sin tur som ensom rejsende, og man får ikke meget at vide om hans forskning, men en masse om hans møde med div. franskmænd. Det skal bemærkes, at selvom Kerouac talte flydende fransk, var det en form for fransk kaldet Joual, som tales i arbejderkredse i Quebec, og som ville have været med en kraftig accent og med hundredvis af ord, som tydeligt ville vise, at han var en fremmed.

Denne artikel er en oversættelse af artiklen Satori in Paris på den engelske Wikipedia. 